# Tanque jaquetado

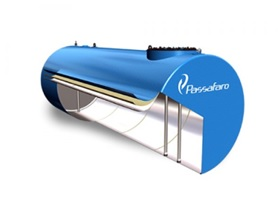
Figura 1-Tanque Jaquetado

Tanque jaquetado (Figura 1), é um tipo de Tanque (reservatório) utilizado em Posto de abastecimento com o objetivo de armazenar líquidos Inflamáveis e combustíveis. A jaqueta (Figura 1), cujo termo vem de jacketed, se refere a parede secundária, esta construída em material não metálico, com espaço intersticial, que tem função de contenção de eventuais vazamentos.

Outras nomenclaturas comumente encontradas são: tanque ecológico de parede dupla, tanque de parede dupla jaquetado, tanque subterrâneo, tanque subterrâneo de armazenamento, tanque de um posto de serviço e tanque de armazenamento de combustíveis.

## Características

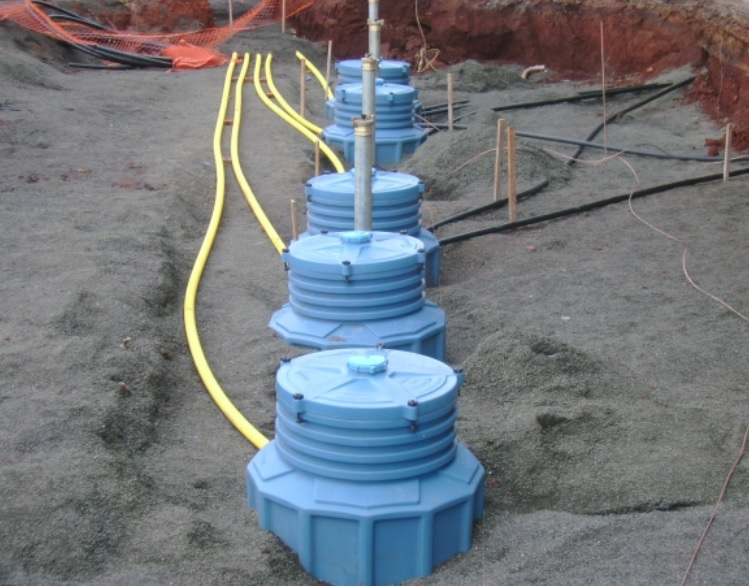
Figura 2-Sump instalado sobre o tanque jaquetado

O tanque é construído em aço carbono revestido com plástico com reforço de fibra de vidro (PRFV), esta segunda parede funciona como uma barreira de contenção contra eventuais vazamentos para o meio ambiente.
A jaqueta não possuí função estrutural; 

Possuí um tubo de monitoramento que permite instalação de sensor eletrônico que detecta vazamentos; 

Possui boca de visita, que juntamente com a Câmara de Calçada e Sump (Figura 2), possibilita o acesso as tubulações e ao interior do tanque; 

A pressão de operação no interior do tanque deve ser: não superior a 17,2 kPa (+2,50 psi) e não inferior a -13,8 kPa (-2,00 psi). 

## Modelos
Os modelos encontrados são:
| Descrição                                  | Diâmetro nominal (mm) | Comprimento nominal(mm) | Massa teórica (kg) |
| ------------------------------------------ | --------------------- | ----------------------- | ------------------ |
| 15.000 litros (Pleno)                      | 1.910                 | 5.400                   | 1.600              |
| 15.000 litros (Pleno)                      | 2.549                 | 3.000                   | 1.850              |
| 20.000 litros (Pleno)                      | 2.549                 | 4.000                   | 2.600              |
| 20.000 litros (Bipartido 10/10m³)          | 2.549                 | 4.000                   | 2.900              |
| 30.000 litros (Pleno)                      | 2.549                 | 6.000                   | 3.200              |
| 30.000 litros (Bipartido 10/20m³)          | 2.549                 | 6.000                   | 3.600              |
| 30.000 litros (Bipartido 15/15m³)          | 2.549                 | 6.000                   | 3.600              |
| 30.000 litros (Tripartido 10/10/10m³)      | 2.549                 | 6.000                   | 4.000              |
| 60.000 litros (Pleno)                      | 2.549                 | 12.000                  | 6.400              |
| 60.000 litros (Bipartido 30/30m³)          | 2.549                 | 12.000                  | 6.800              |
| 60.000 litros (Tripartido 20/20/20m³)      | 2.549                 | 12.000                  | 7.200              |
| 60.000 litros (Tetrapartido 15/15/15/15m³) | 2.549                 | 12.000                  | 7.600              |

## Normas associadas

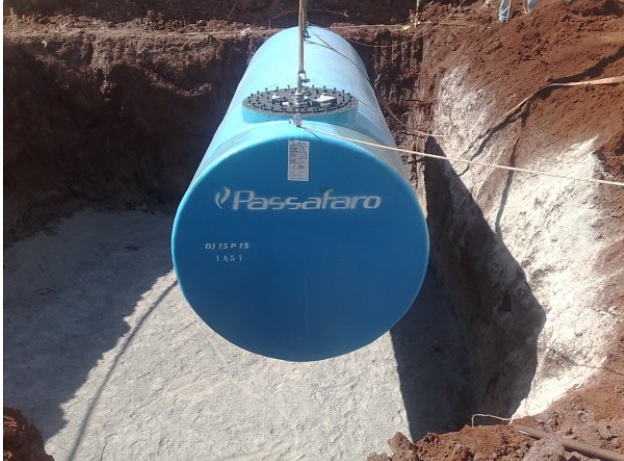
Figura 3-Instalação Tanque Jaquetado

Conforme a Associação Brasileira de Normas Técnicas (órgão responsável pela normalização técnica no Brasil) e o Instituto Nacional de Metrologia, Qualidade e Tecnologia:

A construção deve ser conforme Portaria Inmetro nº185, de 04 de dezembro de 2003 (Regulamento de avaliação da conformidade para tanque de armazenamento subterrâneo de combustíveis) e norma NBR-16161
(Armazenamento de Líquidos Inflamáveis e Combustíveis – Tanques Metálicos Subterrâneos – Especificação de Fabricação e Modulação).

Ensaios realizados: Dimensional, Visual de Soldas, Líquido Penetrante, Estanqueidade do Tanque Primário, Descontinuidade da Jaqueta (holiday detector), Comunicação Intersticial, Estanqueidade da Jaqueta, Vácuo do Interstício, Dureza Barcol, entre outros.
A instalação (Figura 3),conforme NBR 13783 (Armazenamento de líquidos inflamáveis e combustíveis — Instalação dos Componentes do Sistema de Armazenamento Subterrâneo de Combustíveis - SASC), NBR 13781(Armazenamento de Líquidos Inflamáveis e Combustíveis - Manuseio e Instalação de Tanque Subterrâneo) e Portaria 109 de 13 de Junho de 2005 Ministério do Desenvolvimento,Indústria e Comércio Exterior (MDIC).

## Transporte

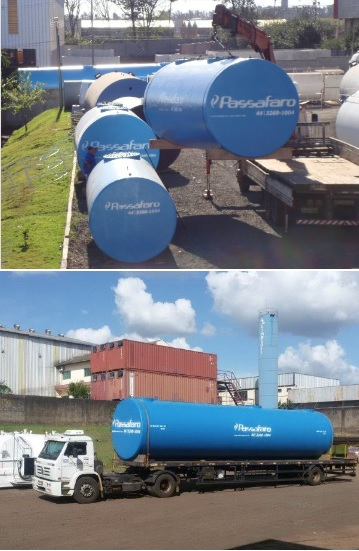
Figura 4-Içamento e transporte de tanque jaquetado

Alguns exemplos de equipamentos para o transporte/manuseio são: empilhadeira, retroescavadeira, guindaste, munck e ponte rolante.

A Figura 4  apresenta o transporte de tanques jaquetados.